# Arlington (Massachusetts)
Arlington è un comune degli Stati Uniti d'America facente parte della contea di Middlesex nello Stato del Massachusetts.
È situata a 6 miglia (10 km) nord-est dal centro di Boston.

## Storia
La città di Arlington fu invasa dagli europei nel 1635. Assunse il nome di Menotomy che significa "rapido acqua corrente". Una zona più ampia, compresi i terreni che sarebbe poi diventata la città di Belmont, e verso l'esterno per la riva del fiume Mystic, che in precedenza aveva fatto parte di Charlestown, è stata costituita il 27 febbraio 1807 come West Cambridge.
Nel 1867, il nome di "Arlington" è stato scelto in onore di coloro che sono sepolti nel cimitero nazionale di Arlington.
Il Jason Russell House è oggi un museo che ricorda quei dodici americani che vennero uccisi.
Attraverso la città scorre anche il torrente Mill Brook, che storicamente figurato in gran parte nell'economia di Arlington. Nel 1637 il capitano George Cooke ha costruito il primo mulino in questo settore. Successivamente, sette mulini furono costruiti lungo il torrente, tra cui l'antico Schwamb Mill.
Nei suoi primi anni, Arlington era una comunità agricola fiorente con un'importante produzione di lattuga. Arlington aveva una grande industria di ghiaccio su Spy Pond dalla metà del XIX secolo fino all'ultima casa di ghiaccio che bruciò nel 1930, così gran parte del suo ghiaccio è stato inviato ai Caraibi e in India da "Ice King" Frederic Tudor.
Arlington è stato il luogo dell'incidente che ha costato la vita alla ciclista professionista americana Nicole Reinhart, due volte vincitore del Pan American Games. È stata uccisa il 17 settembre 2000 quando fu gettata dalla sua bicicletta durante una gara nazionale.

## Società

### Evoluzione demografica
Nel 2010 la popolazione ammontava a 42.844 abitanti.
L'83,6% è composto da bianchi, il 2,3% da afro-americani, l'8,3% da asiatici, il 3,3% da latino-Americani.
Ci sono 19.007 famiglie e il 27,0% hanno figli con età inferiore ai 18 anni. Il 45,1% sono coppie sposate.
Una famiglia media ha un reddito di 107.862 $, il reddito medio di un lavoratore è 78.820 $ per gli uomini e 64.143 $ per le donne.

## Attrazione d'interesse
- Menotomy Rocks Park comprende Hills Pond.
- Robbins Farm Park comprende un parco giochi, campi da calcio e una vista panoramica di Boston.
- Robbins Librarycontiene una grande biblioteca gratuita.
- Spy Pond Park fornisce l'accesso alla riva a nord est di Spy Pond.
- The Henry Swan House, costruita nel 1888, è una casa storica situata in 418 Massachusetts Avenue.
- Il Jason Russell House ospita un museo che mostra, tra l'altro, una zanna di mastodonte trovati in Spy Pond alla fine del 1950 da un pescatore che inizialmente pensava di aver portato un ramo di albero.
- Il Minuteman Bikeway, un percorso ferroviario popolare costruito nel 1992, passa attraverso diversi quartieri Arlington, tra cui Arlington Center.
- Il Prince Hall Mystic Cemetery, l'unico nero massone cimitero del paese.
- Il Uncle Sam Memorial Statuericorda Samuel Wilson, che era l'originale Zio Sam.
- Water Tower at Park Circle è una copia esatta della rotonda dell'antica Arsinoeon greca del complesso del tempio Samotracia.

## Istruzione

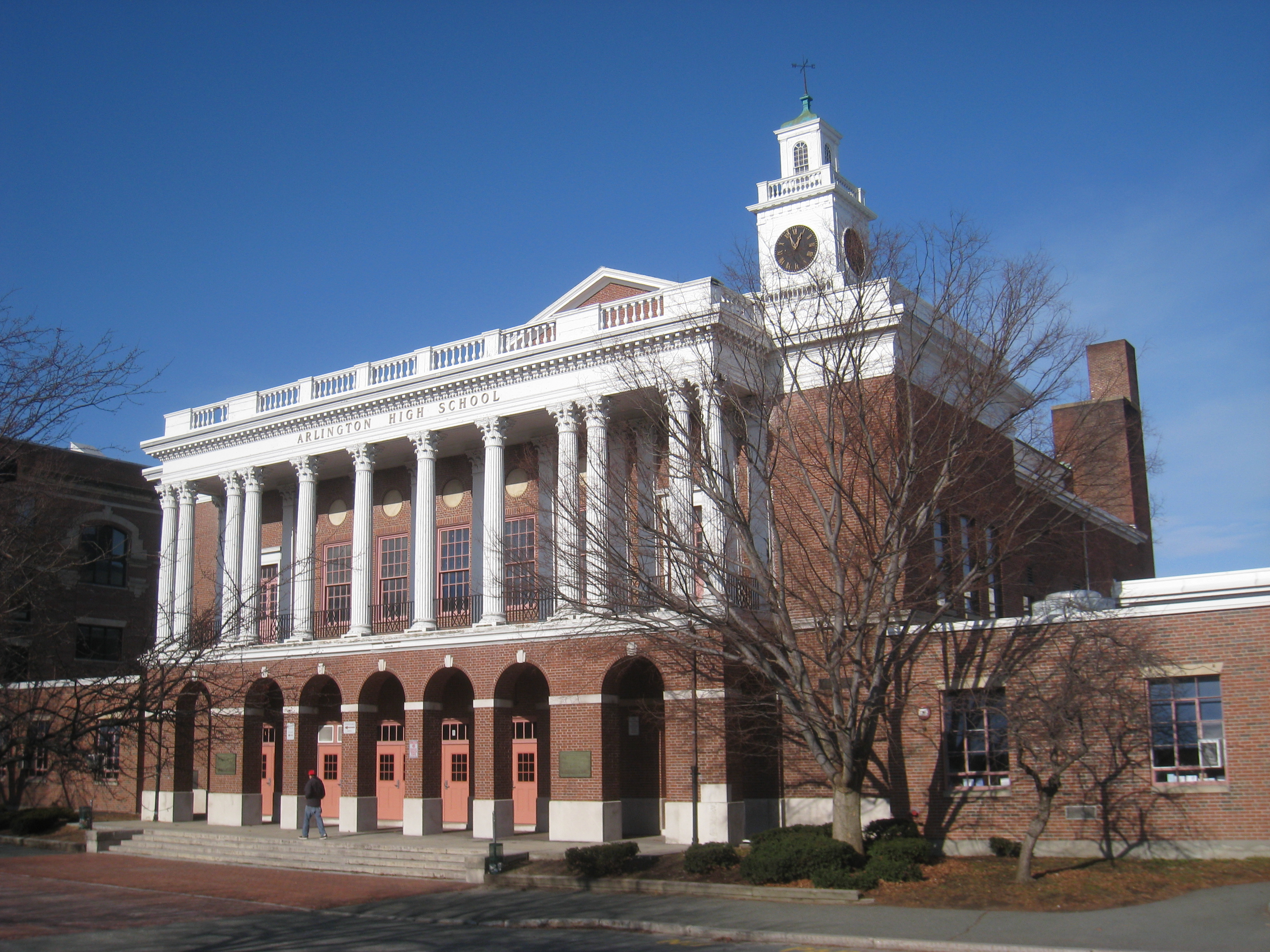
Arlington High School

Ad Arlington sono presenti nove scuole pubbliche: sette scuole elementari (Brackett, Bishop, Thompson, Hardy, Peirce, Stratton, Dallin), una scuola media (Ottoson) e una scuola superiore (Arlington High School).
Sono presenti diverse scuole private come la Lesley Ellis, l'Alivia Elementary School e l'Ecole Bilingue. La St. Agnes School è una scuola elementare/media cattolica mentre la Arlington Catholic High School è la scuola superiore privata della città.
Arlington è situata in una delle zone più note al mondo grazie alle prestigiose università (più di settanta in tutto il Massachusetts)
1. Harvard University(Cambridge): una delle più prestigiose università al mondo
2. Massachusetts Institute of Technology (Cambridge) : Risulta la 1° università al mondo secondo la classifica del 2012/2013 di QS World University Rankings nelle facoltà di chimica, ingegneria elettrica ed elettronica, ingegneria meccanica, fisica, informatica, ingegneria dei materiali e ingegneria chimica.
3. Boston University (Boston): una delle più importanti università al mondo per la facoltà di management ed è tra le più grandi università private degli Stati Uniti d'America (circa 33.000 studenti)
4. Boston College (Chestnut Hill): è un'importante università privata
5. Babson College (Wellesley): è tra le più importanti università al mondo per la facoltà di Finanza
6. Northeastern University (Boston): è considerata secondo numerosi giornali la 1° università al mondo per Internships
7. Berklee College of Music (Boston): il più importante istituto universitario privato del mondo dedicato alla musica contemporanea.
8. Emerson College (Boston): considerata l'11° università del nord degli Stati Uniti D'America
9. Suffolk University (Boston): situata nel centro della città è nota per la scuola di Legge Suffolk University Law School, e Suffolk College of Arts and Sciences
10. Emmanuel College (Boston): ha un college di 17 ettari
11. Amherst College (Amherst): è la 2° università al mondo per la scuola di Liberal Arts Liberal Arts College
12. Endicott College (Beverly): è un'università privata fondata nel 1939
13. Springfield College (Springfield): fondata nel 1885, è la 37° università del Nord degli Stati Uniti D'America
14. Tufts University (Medford): è considerata la 27° università degli USA
15. University of Massachusetts (Amherst, Boston, Dartmouth, Lowell): è un'università pubblica composta da quattro sedi.

## Amministrazione

### Gemellaggi
El Salvador Teosinte, El Salvador
Republic of Ireland Portarlington, County Laois, Ireland
Japan Nagaokakyo, Kyoto, Japan